# Griffin Cove
Die Griffin Cove (englisch für Greifenbucht) ist eine kleine ovale Bucht im Nordosten der Livingston-Insel im Archipel der Südlichen Shetlandinseln. Sie wird im Nordosten durch die Gargoyle Bastion, im Südosten durch den Basilisk Crag und im Südwesten durch die Landspitze Organpipe Point begrenzt.
Die Bucht gehört zu den geografischen Objekten im Gebiet des Williams Point, die nach Fabelwesen benannt sind. Das UK Antarctic Place-Names Committee (APC) benannte sie 1997 nach dem Greif.